# 马尔西 (埃纳省)
马尔西（法語：Marcy，法語發音：[maʁsi]）是法国上法蘭西大區埃纳省的一个市镇，属于圣康坦区。

## 地理
马尔西（49°51'2"N, 3°24'15"E）面积7.3 平方千米，位于法国上法蘭西大區埃纳省，该省份为法国北部内陆省份，北起北部省，西接索姆省和瓦兹省，东临阿登省和马恩省，西南至塞纳-马恩省，东北部与比利时接壤。
与马尔西接壤的市镇（或旧市镇、城区）包括：方丹圣母村、翁布利耶尔、讷维莱特、勒尼。

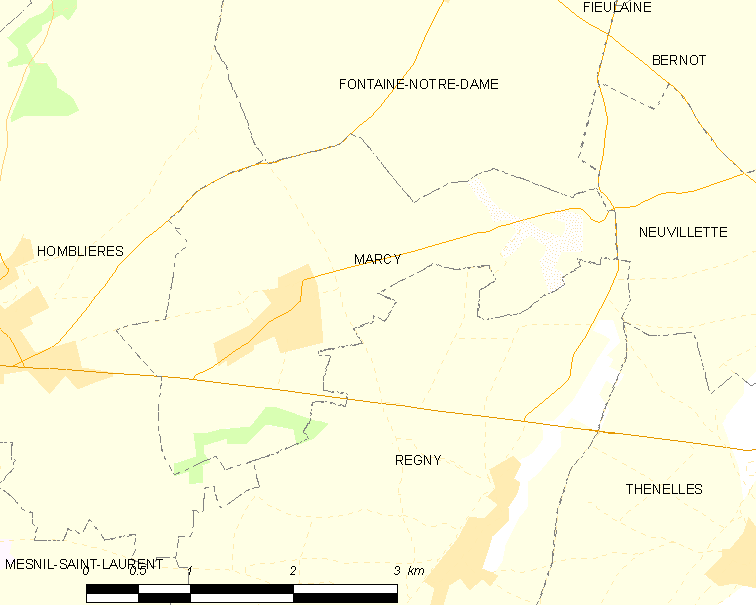
的OSM定位图

马尔西的时区为UTC+01:00、UTC+02:00（夏令时）。

## 行政
马尔西的邮政编码为02720，INSEE市镇编码为02459。

## 政治
马尔西所属的省级选区为圣康坦第二县。

## 人口

1962-2008年间人口变化图示

马尔西于2022年1月1日时的人口数量为152人。